# Rezoluția 478 a Consiliului de Securitate al ONU
Rezoluția 478 a Consiliului de Securitate al Organizației Națiunilor Unite, adoptată pe 20 august 1980, este una din cele șapte rezoluții ale CSONU care condamna încercarea Israelului de a anexa estul orașului Ierusalim. Îndeosebi, rezoluția 478 a CSONU atrage atenția Israelului că nu a nerespectat rezoluția 476 a CSONU și a condamnat Legea Ierusalim a Israelului din 1980 care declara Ierusalimul capitala „eternă și indivizibilă” a Israelului, ca fiind o încălcare a legii internaționale. Rezoluția specifica că legea nu va fi recunoscută de Consiliu iar state membre erau sfătuite să accepte decizia Consiliului. De asemenea, rezoluția cerea statelor membre să își retragă delegațiile diplomatice din oraș.
Rezoluția a fost adoptată cu 14 voturi pentru, zero împotrivă și o abținere din partea Statelor Unite.
Israelul a respins rezoluția și a declarat că „nu va subestima statutul Ierusalimului în calitate de capitală a unui Israel suveran și ca oraș indivizibil care nu va mai fi niciodată destrămat”.
Secretarul de Stat al Statelor Unite, Edmund Muskie a declarat că „problema legată de Ierusalim trebuie discutată în contextul negocierilor pentru o pace comprehensivă, dreaptă și de durată în Orientul Mijlociu.”

## Critici
Israelul a respins categoric rezoluția, Ministerul de Externe  anunțând că  „Nu va submina statutul Ierusalimului de capitală a Israelului suveran și a unicului oraș care nu va mai fi niciodată rupt în mai multe părți”.
În discursul său adresat Consiliului, Secretar de Stat al Statelor Unite de atunci, Edmund Muskie, a subliniat: „Problema Ierusalimului trebuie privită în contextul negocierilor pentru menținera păcii  juste și durabilă în Orientul Mijlociu”.